# Changes (gruppo musicale)
I Changes sono una band statunitense di musica folk formata nel 1969 dai cugini Robert N. Taylor e Nicholas Tesluk. I Changes hanno vissuto tre distinti periodi prima della loro attuale sistemazione,  nettamente volta al genere neofolk.
Robert Nicholas Taylor, meglio conosciuto come Robert N. Taylor è un musicista, artista, scrittore, etenista e attivista politico con due progetti musicali, i Changes e i Soul Of Steel.

## Storia dei Changes

### 1969-1973: Prime performance live
I Changes cominciarono la loro attività esibendosi a Chicago in piccoli locali, coffee houses e clubs e successivamente entrarono in altri locali di musica folk. Nel 1973 Taylor si trasferì nel Nuovo Messico e il gruppo per un anno cessò l'attività.

### Ricomposizione (1974-1977)
Di ritorno a Chicago, nel 1974 Taylor e Tesluk tentarono di riformare il gruppo, includendo l'ex moglie di Taylor, Karen Taylor, come vocalist e musicista. Fra il 1975 e il 1976, Carol DePugh partecipò al progetto. In questo periodo il gruppo fece sporadiche apparizioni live senza però incidere. Nel 1977, per ragioni personali, il gruppo si divise.

### 1994-2000: Rifondazione e primi album
Nel 1994, dopo 18 anni, dopo aver ricevuto una raccolta di liriche dei Changes, Michael Moynihan si interessò a lavorare su materiale precedentemente pubblicato dal gruppo.
Il 1995 vide la nascita del loro primo album, Fire Of Life, un 45 giri edito dalla Storm Records e dalla tedesca Cthuhlu Records; seguì nel 1996 un CD con lo stesso nome e 11 canzoni. Entrambe le produzioni includono materiale demo degli anni 1969-1974 rielaborato da Moynihan e Taylor. Nel 1998 i Changes produssero un nuovo CD, Legends, basato su leggende europee.
L'etichetta austriaca HauRuck! pubblicò Fire Of Life in LP e CD nel 2001, e successivamente un nuovo album, Orphan In The Storm.

### 2004-2013: daEis Und LichtaRide the Tiger
Nel 2004 l'etichetta tedesca Eis Und Licht pubblica Time, un dieci pollici con i Changes e i Cadaverous Condition e con la presenza di Matt Howden. Nel 2004 si esibiscono dal vivo al Flammenzauber festival a Heldrungen, Germania. Questa registrazione viene poi pubblicata dalla tedesca Neue Aesthetik col nome di Hero Takes His Stand, doppio LP.
I Changes producono un altro 7" con l'HauRuck! nel 2005 dal nome Twilight e un altro CD split con Andrew King per l'etichetta portoghese Terra Fria.
Nel novembre 2005 i Changes nel tour "The Men Among the Ruins Tour" si esibiscono a Sintra, Anversa, Vienna, Budapest, San Pietroburgo e Mosca.
Nel 2005, Nicholas Tesluk and Robert N. Taylor incontrano il musicista tedesco Axel Frank del gruppo folk Werkraum con il quale collaborano nell'album comune "Kristalle" (Steinklang Industries). Da quel momento entrano anch'essi nel movimento musicale Werkraum.
Nel novembre 2005 viene prodotto un CD split dall'esibizione a Mosca (insieme agli Allerseelen) e un nuovo split CD nel 2006 "Men Among the Ruins" (con l'etichetta moscovita Indiestate).
Il LP "A Ripple in Time" viene pubblicato per l'etichetta White Label il 31 ottobre 2006 e contiene diverse canzoni che Robert e Nicholas avevano scritto fra gli anni '60 e '70 ma mai pubblicato. In questa nuova veste puntano sulle armonie vocali, sulle chitarre e sugli abbellimenti. Il lavoro include anche una nuova canzone, "Somewhere in the Night" e due nuovi pezzi strumentali, "Eldorado" and "Paradiso", che in pratica catapultano il gruppo nella nuova veste.
Un LP in edizione limitata, Legends, viene pubblicata dalla HauRuck! nel luglio 2007. In più della versione LP originale del 1998, contiene interludi musicali mai pubblicati, una grafica rinnovata e nuove dinamiche dei suoni.  "Legends" è un brano in sei parti, ognuno legato ad un paese europeo: "Homeric" (Grecia), "The Aeneid" (Italia), "Eddic" (Scandinavia), "Song of Igor" (Russia), "Arthurian" (Regno Unito) e "El Cid" (Penisola Iberica).
Nel 2008, di nuovo nell'ambito Werkraum, Nicholas e Robert vengono coinvolti nell'album "Early Love Music" (edizioni Steinklang Industries), dove Nicholas contribuisce con pezzi vocali, testi e chitarre, mentre Robert Taylor interpreta poemi narrativi e il brano "Casey".
Il loro quinto album in studio, "Lament" viene pubblicato nel febbraio 2010. I pezzi più importanti della raccolta sono "The Invisible Man", "Emily" (sulla vita di Emily Dickinson), "The End of the Road", un remix di "Mountains of Sorrow" ad opera dei Der Blutharsch. Inclusi anche tre remake:  "The Saddest Thing", "Memorabilia" e "Sweet Eve".
Nel 2013, in edizione limitata danno alle stampe un 7" dal titolo Ride the Tiger con due brani, di cui uno, When The Sun Kings Reign Again, inedito; l'album è stato edito espressamente in occasione del loro tour  Ride The Tiger world tour 2013.

## Discografia

### Albums e LP
| Anno | Titolo               | Formato, Note                         |
| ---- | -------------------- | ------------------------------------- |
| 1995 | Fire Of Life         | 7", 2 tracce.                         |
| 1996 | Fire Of Life         | CD completo.                          |
| 1998 | Legends              | CD                                    |
| 2001 | Fire Of Life         | CD, LP                                |
| 2001 | Orphan In The Storm  | CD, LP                                |
| 2001 | Time                 | 10"                                   |
| 2004 | Hero Takes His Stand | 2 LP, live al Flammenzauber festival. |
| 2005 | Twilight             | 7"                                    |
| 2005 | Untitled             | CD, split con Andrew King.            |
| 2006 | Men Among the Ruins  | CD, split con Allerseelen             |
| 2006 | A Ripple in Time     | LP                                    |
| 2007 | Legends              | LP                                    |
| 2010 | Lament               | CD                                    |